# Louvigny (Calvados)
Pour les articles homonymes, voir Louvigny.
Louvigny est une commune française, située dans le département du Calvados en région Normandie, peuplée de 2 627 habitants.

## Géographie

### Localisation
| Bretteville-sur-Odon |                      | Caen            |
| Éterville            | Louvigny             | Fleury-sur-Orne |
| Maltot               | Saint-André-sur-Orne | Fleury-sur-Orne |

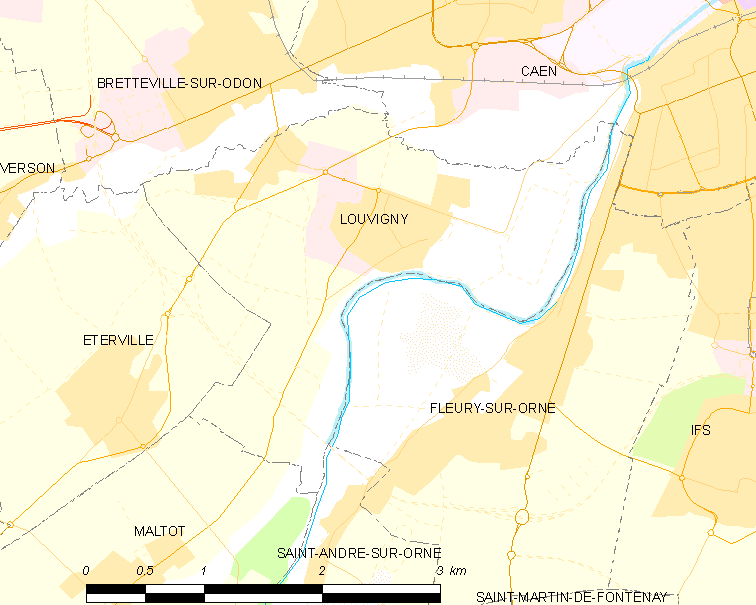

La commune est en plaine de Caen, dans la banlieue sud-ouest de Caen. Son bourg est à 5 km du centre de la capitale régionale, à 11 km au nord-est d'Évrecy et à 19 km au nord de Bretteville-sur-Laize.

### Homonymie
Trois autres communes portent le même nom : Louvigny dans le département de la Moselle, Louvigny dans le département de la Sarthe et Louvigny dans le département des Pyrénées-Atlantiques.
Louvigny est dans le bassin de l'Orne qui délimite le territoire à l'est. Son principal affluent, l'Odon marque la limite nord par son cours principal.

### Géologie et relief
Le point culminant (48 m) se situe au sud-ouest, près du lieu-dit le Champ Varin. Le point le plus bas (2 m) correspond à la sortie de l'Orne du territoire, au nord-est. Malgré la proximité de Caen, une forte proportion du territoire est agricole.

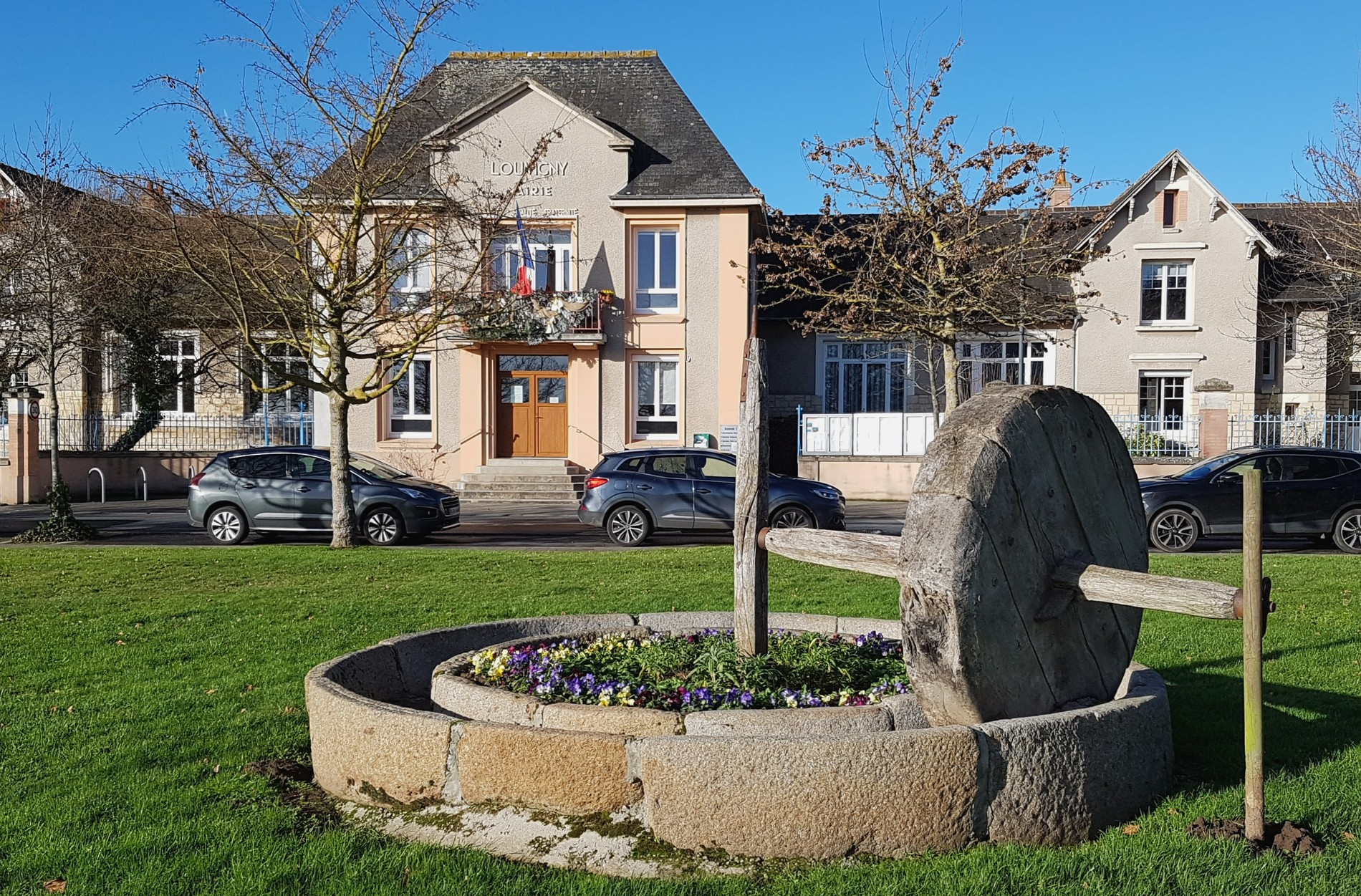
La mairie inaugurée en juin 1933 au milieu des anciennes écoles. Vieux pressoir à pommes.
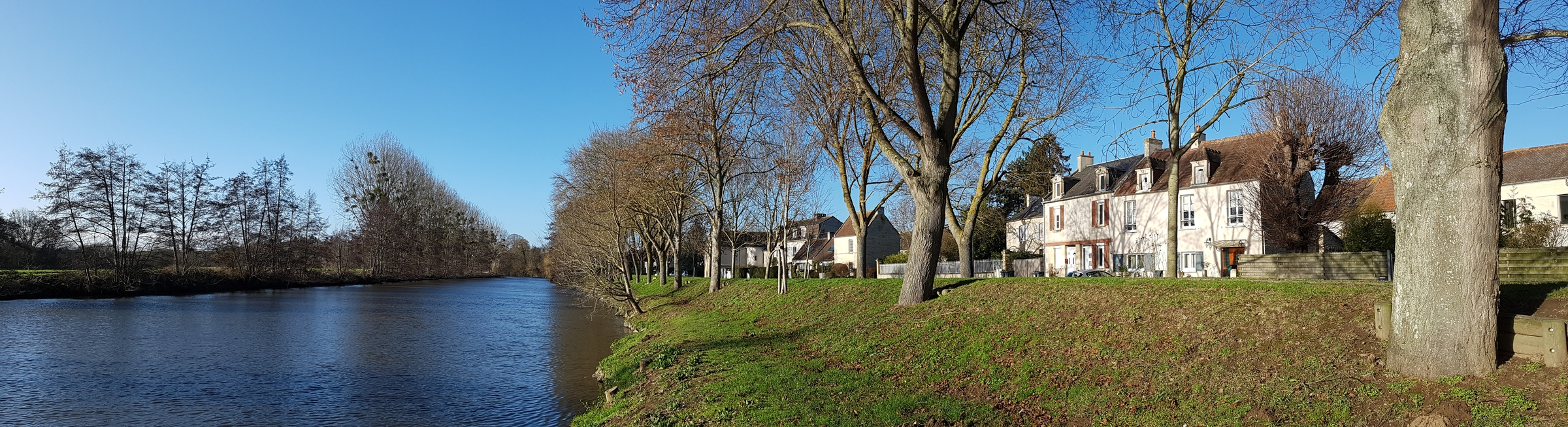
L'Orne à Louvigny.

### Hydrographie
La commune est située dans le bassin Seine-Normandie. Elle est drainée par l'Orne, l'Odon et divers autres petits cours d'eau,.
L'Orne, d'une longueur de 170 km, prend sa source dans la commune d'Aunou-sur-Orne et se jette  dans l'embouchure de l'Orne à Merville-Franceville-Plage, après avoir traversé 60 communes. 
L'Odon, d'une longueur de 47 km, prend sa source dans la commune des Monts d'Aunay et se jette  dans l'Orne à Fleury-sur-Orne, après avoir traversé 20 communes. 

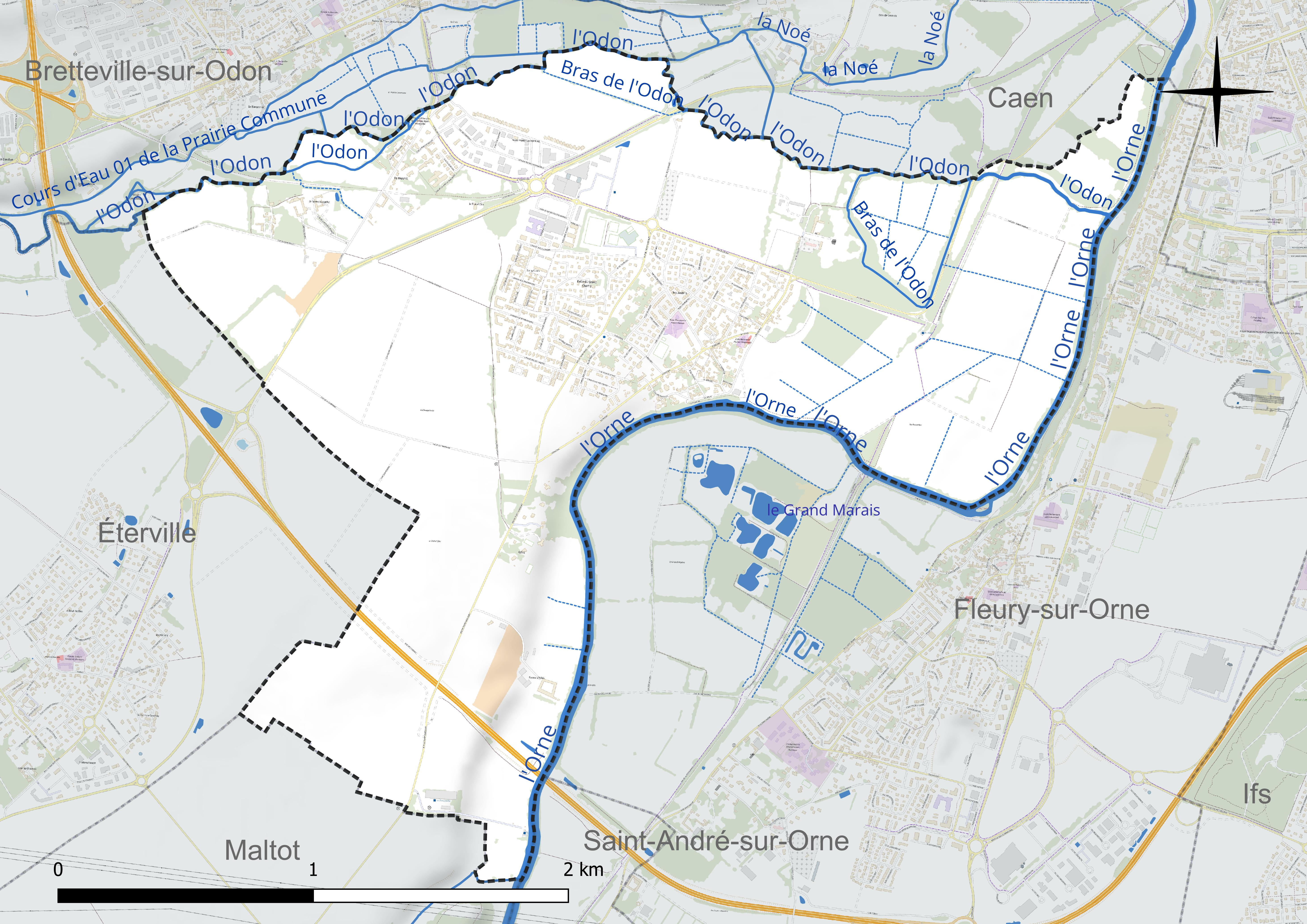
Réseau hydrographique de Louvigny.

### Climat
Pour des articles plus généraux, voir Climat de la Normandie et Climat du Calvados.
En 2010, le climat de la commune est de type climat océanique altéré, selon une étude du CNRS s'appuyant sur une série de données couvrant la période 1971-2000. En 2020, Météo-France publie une typologie des climats de la France métropolitaine dans laquelle la commune est exposée à un climat océanique et est dans la région climatique  Normandie (Cotentin, Orne), caractérisée par une pluviométrie relativement élevée (850 mm/a) et un été frais (15,5 °C) et venté. Parallèlement le GIEC normand, un groupe régional d'experts sur le climat, différencie quant à lui, dans une étude de 2020, trois grands types de climats pour la région Normandie, nuancés à une échelle plus fine par les facteurs géographiques locaux. La commune est, selon ce zonage, exposée à un « climat des plateaux abrités », correspondant à la plaine agricole de Caen à Falaise, sous le vent des collines de Normandie et proche de la mer, se caractérisant par une pluviométrie et des contraintes thermiques modérées.
Pour la période 1971-2000, la température annuelle moyenne est de 10,7 °C, avec  une amplitude thermique annuelle de 12,1 °C. Le cumul annuel moyen de précipitations est de 706 mm, avec 12,2 jours de précipitations en janvier et 7,6 jours en juillet. Pour la période 1991-2020, la température moyenne annuelle observée sur la station météorologique la plus proche, située sur la commune de Carpiquet à 5 km à vol d'oiseau, est de 11,5 °C et le cumul annuel moyen de précipitations est de 740,3 mm,. Pour l'avenir, les paramètres climatiques de la commune estimés pour 2050 selon différents scénarios d'émission de gaz à effet de serre sont consultables sur un site dédié publié par Météo-France en novembre 2022.

## Urbanisme

### Typologie
Au 1er janvier 2024, Louvigny est catégorisée grand centre urbain, selon la nouvelle grille communale de densité à 7 niveaux définie par l'Insee en 2022.
Elle appartient à l'unité urbaine de Louvigny, une unité urbaine monocommunale constituant une ville isolée,. Par ailleurs la commune fait partie de l'aire d'attraction de Caen, dont elle est une commune du pôle principal,. Cette aire, qui regroupe 296 communes, est catégorisée dans les aires de 200 000 à moins de 700 000 habitants,.

### Occupation des sols
L'occupation des sols de la commune, telle qu'elle ressort de la base de données européenne d'occupation biophysique des sols Corine Land Cover (CLC), est marquée par l'importance des territoires agricoles (77,1 % en 2018), en diminution par rapport à 1990 (85,6 %). La répartition détaillée en 2018 est la suivante : 
terres arables (43,2 %), zones agricoles hétérogènes (23,9 %), zones urbanisées (16,6 %), prairies (10 %), zones industrielles ou commerciales et réseaux de communication (6,3 %). L'évolution de l'occupation des sols de la commune et de ses infrastructures peut être observée sur les différentes représentations cartographiques du territoire : la carte de Cassini (XVIIIe siècle), la carte d'état-major (1820-1866) et les cartes ou photos aériennes de l'IGN pour la période actuelle (1950 à aujourd'hui).

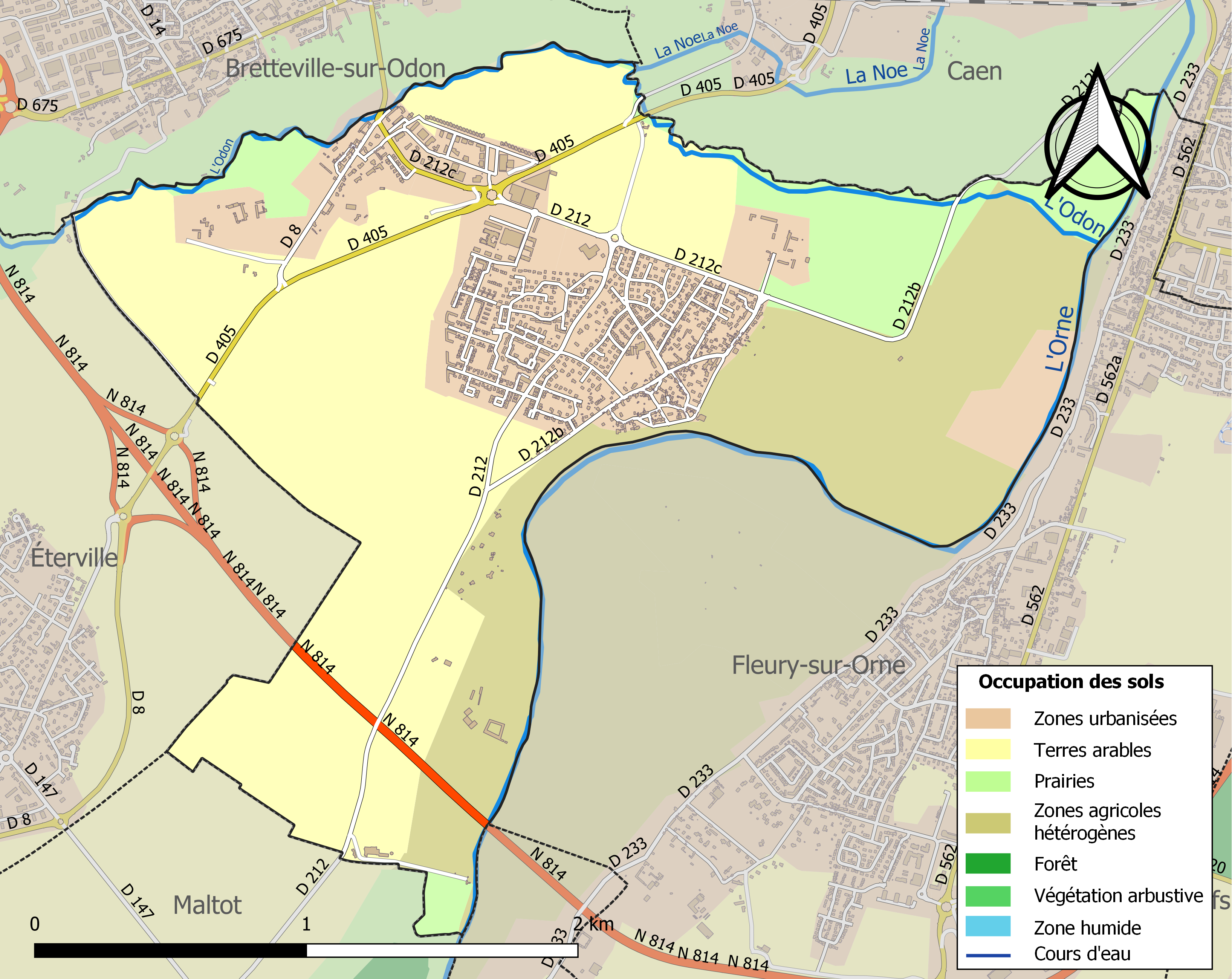
Carte des infrastructures et de l'occupation des sols de la commune en 2018 (CLC).

### Transports et voie verte
La commune de Louvigny est desservie par la ligne 23 du réseau Twisto (Louvigny Michelet <> Cairon ou Villons-les-Buissons) et, sur réservation par le service Resago 4 (uniquement pour Le Mesnil et la zone d'activités).
Le 22 août 1886, Louvigny fut reliée à la gare de Caen par une ligne de chemin de fer qui allait à l'origine jusqu'à Aunay-sur-Odon et qui fut ensuite prolongée en 1891 jusqu'à la gare de Vire. Le transport des voyageurs sur la ligne Caen - Vire fut interrompu le 1er mars 1938. Le transport de marchandises fut par la suite limité à Jurques, puis définitivement suspendu. La ligne a alors été déclassée et déferrée. L'emprise de la voie ferrée a en partie été reprise par la route départementale 405 entre Caen et Louvigny, ainsi que par une voie verte entre Louvigny et Bretteville-sur-Odon.

## Toponymie
Le nom de la localité est attesté sous la forme Loveneium en 1082. Le toponyme serait issu de l'anthroponyme latin/roman Lupinius ou dérivé de lupus, « loup ».
Le gentilé est Loupiacien.
Athis, hameau de Louvigny, attesté sous la forme Athy en 1275, serait issu du gaulois attegia, « hutte ».

## Histoire

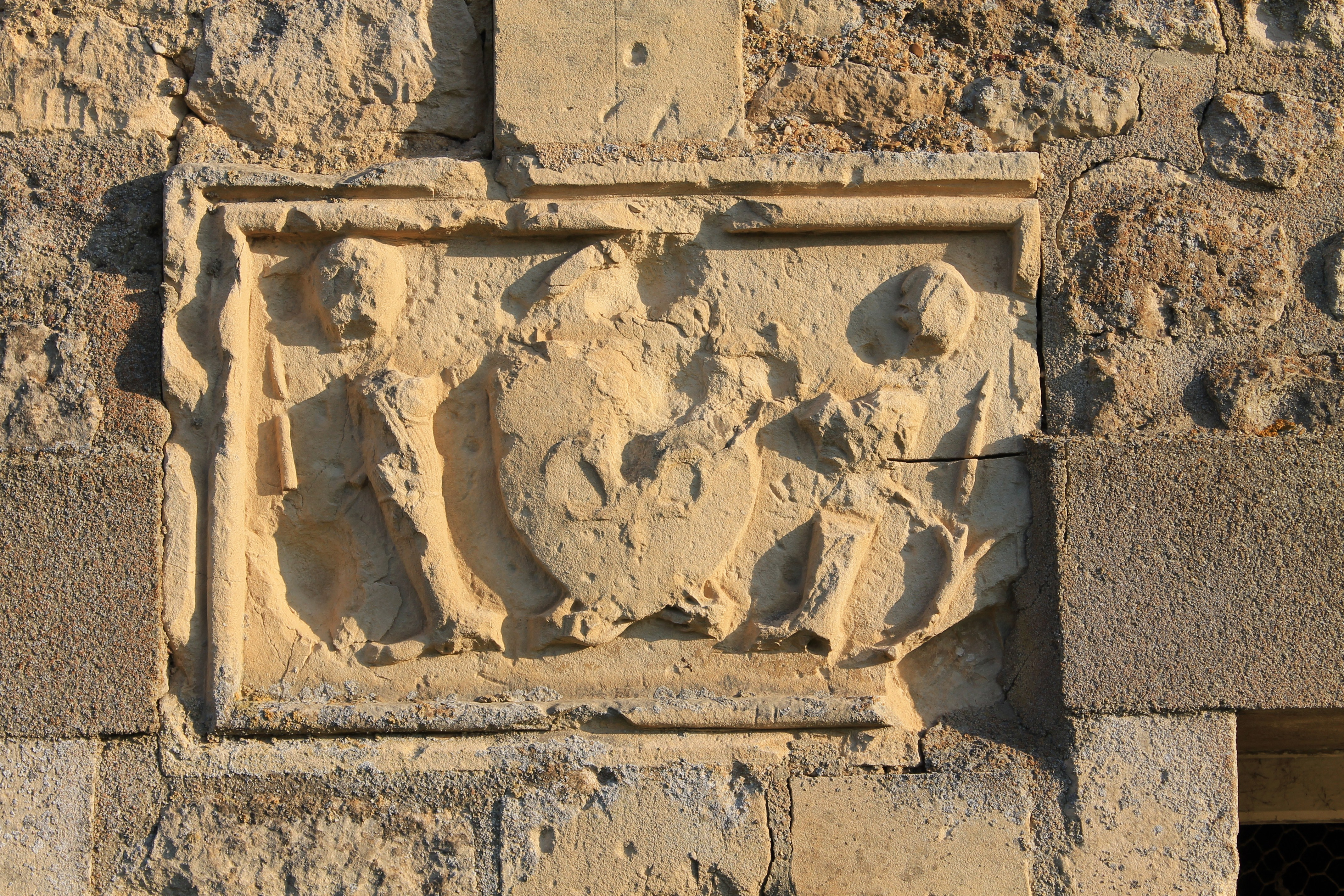
Le bas-relief commémorant la bataille du gué d'Athis.

La commune d'Athis, au sud de Louvigny, où l'on recensait 18 habitants en 1793, a été rattachée à Louvigny par arrêté du 23 nivôse an VI (janvier 1798).
En 1047, Guillaume le Conquérant mit fin à la révolte des barons normands à la bataille du Val-ès-Dunes. Des barons rebelles en fuite tentèrent de franchir l'Orne au gué d'Athis « entre Fontenay et Allemagnes » comme il est raconté dans le Roman de Rou (c'est-à-dire entre Saint-André-sur-Orne et Fleury-sur-Orne dans leurs appellations actuelles). Surpris par la montée des eaux et la vitesse du courant, les cavaliers et leurs chevaux se noyèrent, emportés par les eaux et massacrés par leurs poursuivants. À la ferme d'Athis, un bas-relief assez dégradé commémore cet évènement, il représente un blason et deux chevaliers se faisant face.
Vers la fin du XIXe siècle, Louvigny est le théâtre d'un fait divers sanglant. Le 14 mars 1872, Charles-Manuel Mancel, tailleur de pierres, père violent et incestueux, massacre à coups de couteau dans la poitrine sa fille Marie-Aline, âgée de 17 ans, qui se refusait à lui. Condamné le 24 mai par la cour d'assises du Calvados à la peine capitale, le meurtrier est guillotiné publiquement sur la place du marché de Caen le samedi 6 juillet 1872, à 5 h du matin, en présence de 12 000 personnes.
Le 18 juillet 1944, dans le cadre de l'opération Atlantic, le Royal Regiment of Canada, commandé par le Major J. C. Anderson, lance l'assaut sur Louvigny. À l'approche du château et de l'église, la D Company se heurte aux grenadiers SS de la division Leibstandarte, le Major J. D. Fairhead est tué, les officiers sont hors de combat. Un violent duel d'artillerie oppose les deux camps. En fin d'après-midi, le Major T. F. Whitley arrive en appui avec la C Company et réorganise la D Coy. Un plan d'attaque est préparé avec le Captain D. S. Beatty, mais ce dernier est blessé en rejoignant son unité ; sous le tir des mortiers ennemis, les Canadiens sécurisent la partie nord du bourg mais des civils informent que les Allemands ont un PC bien défendu au sud de la localité. Alors que l'obscurité est tombée, le Major Whitley décide un repli dans les vergers au nord, pour la nuit. Le lendemain matin, après un intense pilonnage de l'artillerie, à 6 h, la C Company s'avance en direction du château, tandis que la B Company est chargée de conquérir la localité ; à 9 h tout est terminé, le château est pris aux SS. Le bourg, que les Allemands avaient quitté pendant la nuit, est libéré sans combat.

## Politique et administration
| Période                                  | Période                  | Identité               | Étiquette | Qualité |
| ---------------------------------------- | ------------------------ | ---------------------- | --------- | --- |
| Les données manquantes sont à compléter. |                          |                        |           | |
| 1815                                     | 1816                     | Baptiste Bonpain       |           | |
| 1816                                     | 1823                     | M. Longuet             |           | |
| 1823                                     | 1831                     | Louis Guillot          |           | |
| 1831                                     | 1834                     | M. Delaunay            |           | |
| 1834                                     | 1860                     | Louis Guillot          |           | |
| 1860                                     | 1865                     | Jules Dajon            |           | |
| 1865                                     | 1871                     | Jean-Louis Morin       |           | |
| 1871                                     | 1879                     | Louis Lavarde          |           | |
| 1879                                     | 1884                     | Émile Boissée          |           | |
| 1884                                     | 1892                     | Ferdinand Queudrue     |           | |
| 1892                                     | 1895                     | Jean Guillot           |           | |
| 1895                                     | 1907                     | Pierre Ozanne          |           | |
| 1907                                     | 1919                     | Jean Guillot           |           | |
| 1919                                     | mai 1929                 | Georges Lesaulnier     |           | |
| mai 1929                                 | mai 1935                 | Camille Levard         |           | |
| mai 1935                                 | octobre 1947             | Jules Hollier-Larousse | Rad.      | Agriculteur Descendant de Pierre Larousse |
| octobre 1947                             | mai 1953                 | Hippolyte Micaut       |           | |
| mai 1953                                 | mars 1959                | Jules Hollier-Larousse | Rad.      | Agriculteur, ancien résistant Descendant de Pierre Larousse |
| mars 1959                                | janvier 1973 (démission) | Jacques Marie          |           | |
| janvier 1973                             | mars 1989                | Joseph Decaëns         | PS        | Spécialiste en archéologie médiévale |
| mars 1989                                | avril 2004 (démission)   | Philippe Duron         | PS        | Professeur agrégé d'histoire Député du Calvados (1re circ.) (1997 → 2002 et 2007 → 2017) Conseiller régional et président du conseil régional de Basse-Normandie (2004 → 2008) Conseiller général de Caen-2 (1998 → 2001) |
| avril 2004                               | En cours                 | Patrick Ledoux         | PS        | Responsable administratif et financier |

Le conseil municipal est composé de vingt-trois membres dont le maire et cinq adjoints.

### Jumelages
- Feniton (Royaume-Uni) depuis 1976.
- Zellingen (Allemagne) depuis 1984.
- Bertea (Roumanie) depuis 1999.
- Molvena (Italie) depuis 2001.

En outre, une « très officielle » charte de jumelage a été signée entre Louvigny et la présipauté du Groland représentée par Christophe Salengro le 3 juin 2006.

## Population et société

### Démographie
L'évolution du nombre d'habitants est connue à travers les recensements de la population effectués dans la commune depuis 1793. Pour les communes de moins de 10 000 habitants, une enquête de recensement portant sur toute la population est réalisée tous les cinq ans, les populations de référence des années intermédiaires étant quant à elles estimées par interpolation ou extrapolation. Pour la commune, le premier recensement exhaustif entrant dans le cadre du nouveau dispositif a été réalisé en 2004.
En 2022, la commune comptait 2 627 habitants, en évolution de −5,2 % par rapport à 2016 (Calvados : +1,58 %, France hors Mayotte : +2,11 %).
Resté stable jusqu'à la fin des années 1940, la population de cette commune périurbaine a quadruplé en soixante ans, passant de 610 habitants lors du recensement de 1946 à 2 733 habitants à celui de 2009.
| 1793 | 1800 | 1806 | 1821 | 1831 | 1836 | 1841 | 1846 | 1851 |
| ---- | ---- | ---- | ---- | ---- | ---- | ---- | ---- | ---- |
| 455  | 434  | 539  | 543  | 608  | 640  | 672  | 648  | 581  |

| 1856 | 1861 | 1866 | 1872 | 1876 | 1881 | 1886 | 1891 | 1896 |
| ---- | ---- | ---- | ---- | ---- | ---- | ---- | ---- | ---- |
| 564  | 564  | 543  | 518  | 509  | 466  | 491  | 511  | 491  |

| 1901 | 1906 | 1911 | 1921 | 1926 | 1931 | 1936 | 1946 | 1954 |
| ---- | ---- | ---- | ---- | ---- | ---- | ---- | ---- | ---- |
| 450  | 462  | 481  | 531  | 552  | 574  | 575  | 610  | 726  |

| 1962 | 1968 | 1975  | 1982  | 1990  | 1999  | 2004  | 2006  | 2009  |
| ---- | ---- | ----- | ----- | ----- | ----- | ----- | ----- | ----- |
| 771  | 951  | 1 252 | 1 384 | 1 712 | 1 766 | 2 138 | 2 531 | 2 733 |

| 2014  | 2019  | 2022  | - | - | - | - | - | - |
| ----- | ----- | ----- | - | - | - | - | - | - |
| 2 814 | 2 683 | 2 627 | - | - | - | - | - | - |

### Sports et loisirs
Le Football club de Louvigny fait évoluer une équipe de football en divisions de district. En 2006, elle est officiellement « sponsorisée » par Groland.

## Lieux et monuments
Cinq lieux de Louvigny sont classés ou inscrits à l'inventaire des monuments historiques ou en tant que sites :
- Le clocher du XIVe de l'église Saint-Vigor, inscrit le 16 mai 1927[40].

La nef et le chœur, non classés, ont été en grande partie reconstruits après les dégâts causés par les combats de juillet 1944. Le plan et les volumes du bâtiment ont été conservés.
Dans sa Statistique monumentale du Calvados (1846), Arcisse de Caumont avait décrit « une corniche ornée de moulures en damier » qui a disparu mais qui prouve l'existence d'une nef romane dont les murs ont peut-être subsisté à la période gothique, les baies ayant seulement été remplacées dans le nouveau style.
- Ancien prieuré-cure prémontré Saint-Contest d'Athis, dépendant de l'abbaye d'Ardenne[41]. L'église priorale a disparu après la fusion de la commune d'Athis avec celle de Louvigny[42].
- Une porte du XVIIe, inscrite le 17 février 1928[43].
- La plantation de peupliers en bordure de la route départementale 212 entre Caen et Louvigny, site classé le 7 mars 1944[44].
- Le château de Louvigny, édifié au XVIIIe, est la résidence privée de la famille de Brye. Il est inscrit le 21 mars 1946[45], et son parc, site classé le 10 décembre 1945[44].
- Le terre-plein dit « le planitre », site classé le 20 août 1932[44].
- La Pierre Couchée. Au bord de l'ancien "Chemin Meunier" se trouve une grosse pierre couchée et brisée[46]. Elle ressemble à un menhir mais il pourrait plutôt s'agir d'une borne milliaire gallo-romaine ou d'une "devise" servant à délimiter des parcelles[47].

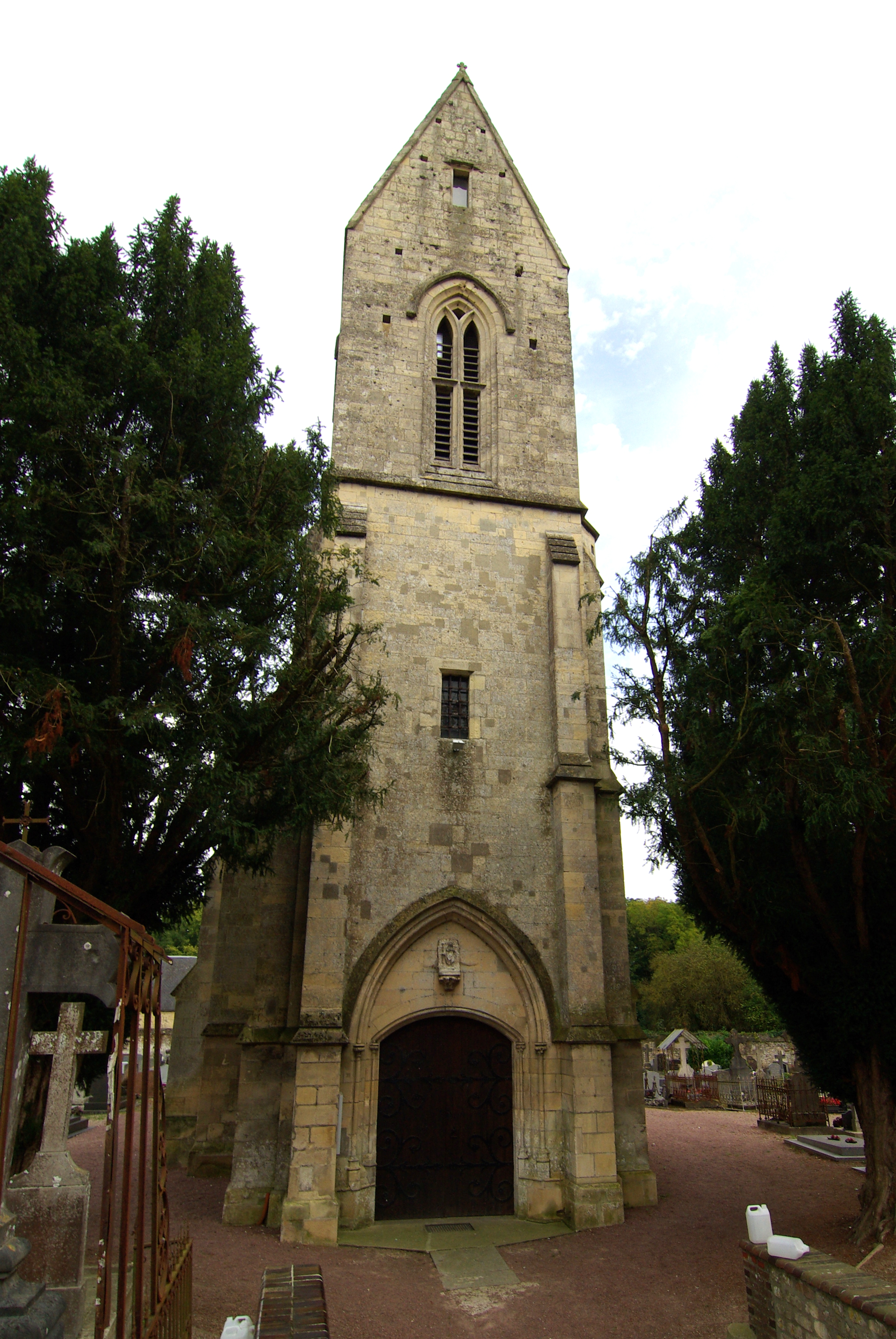
Le clocher classé de l'église Saint-Vigor.
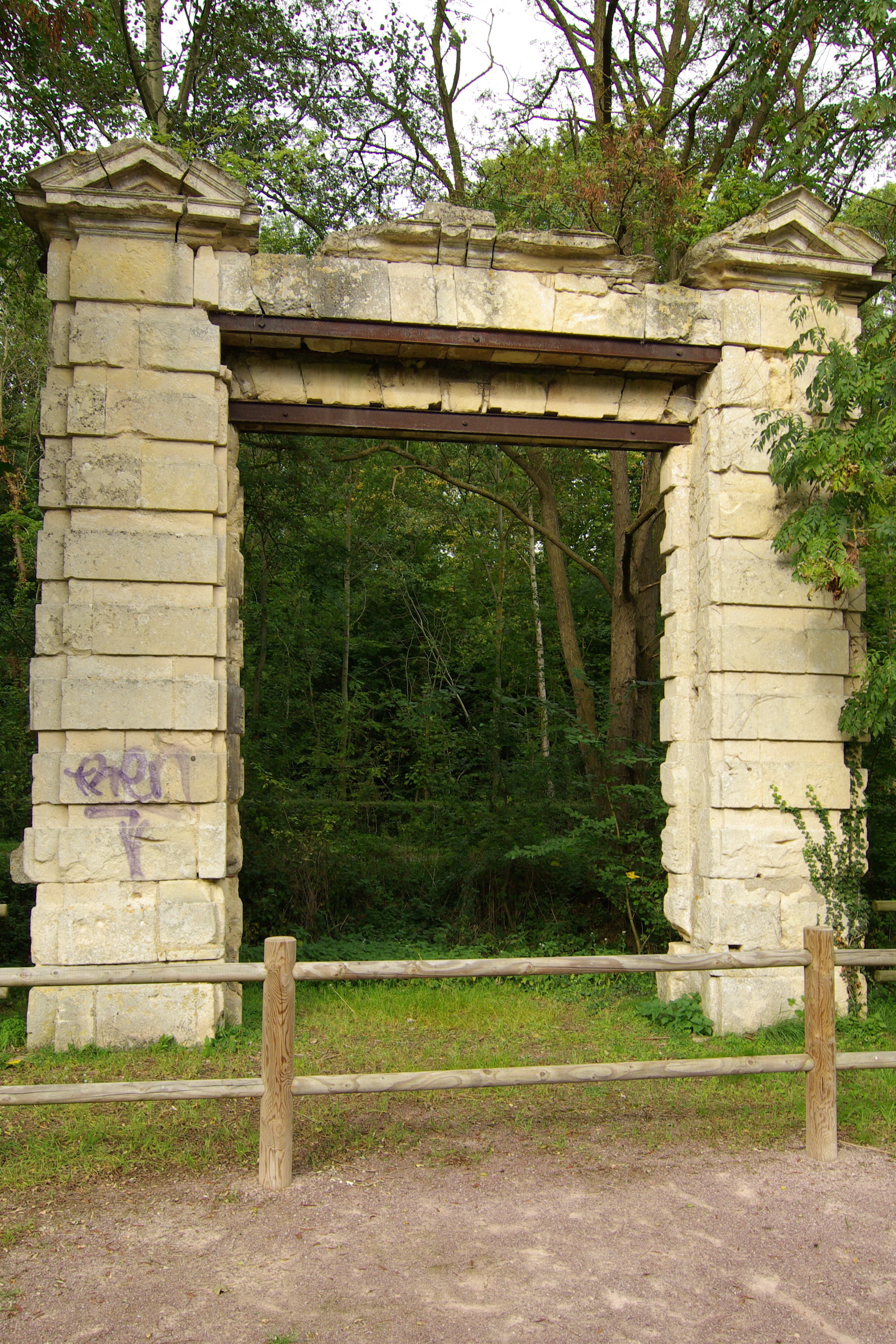
La porte du XVIIe.
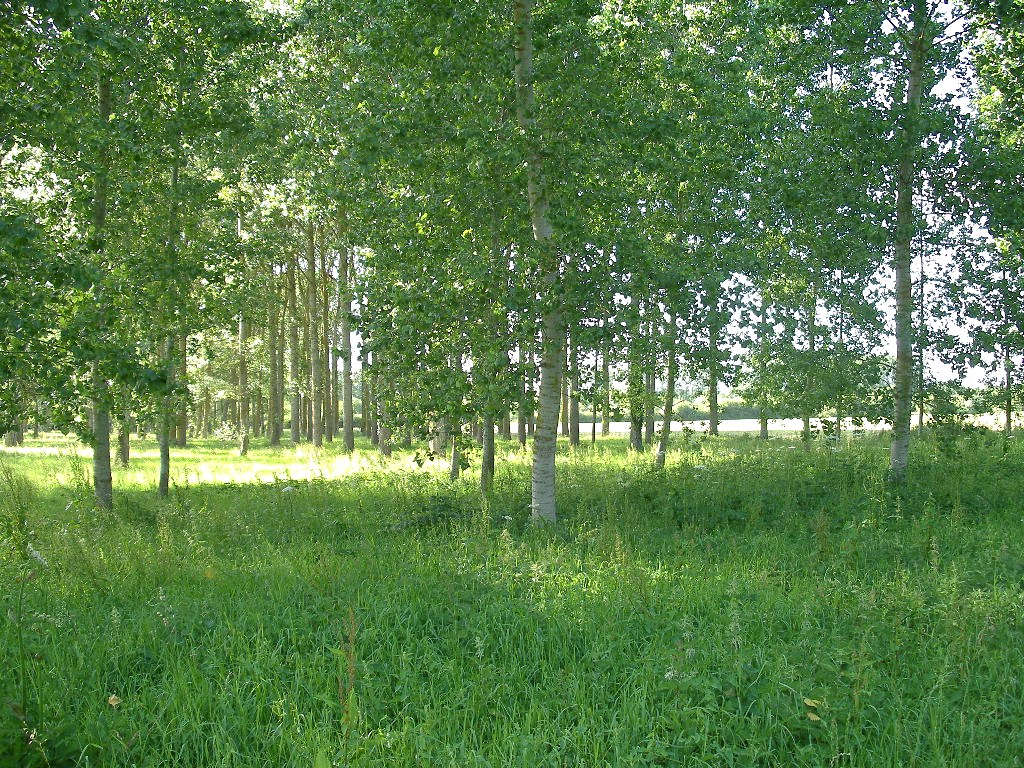
La plantation de peupliers.
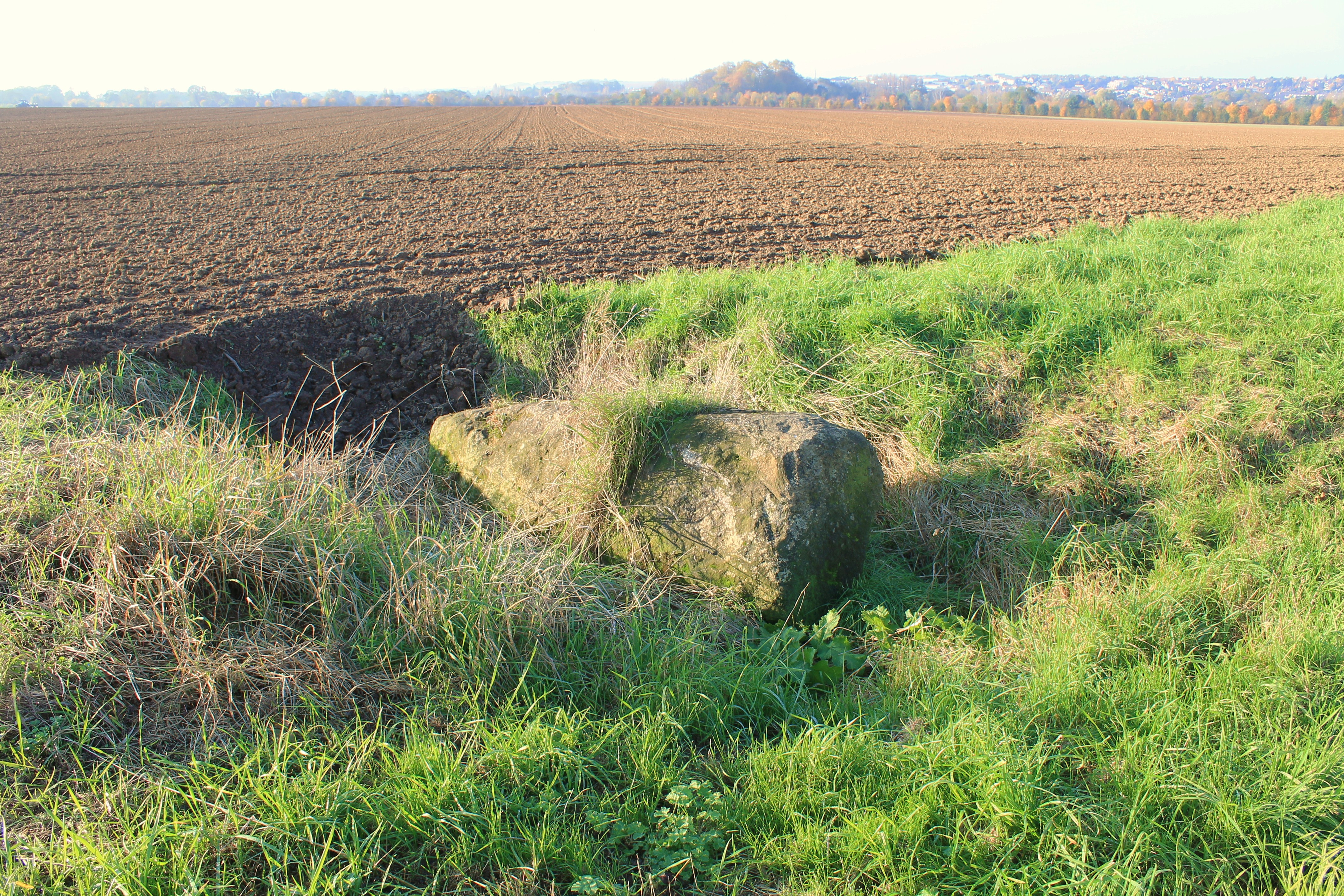
La Pierre Couchée.
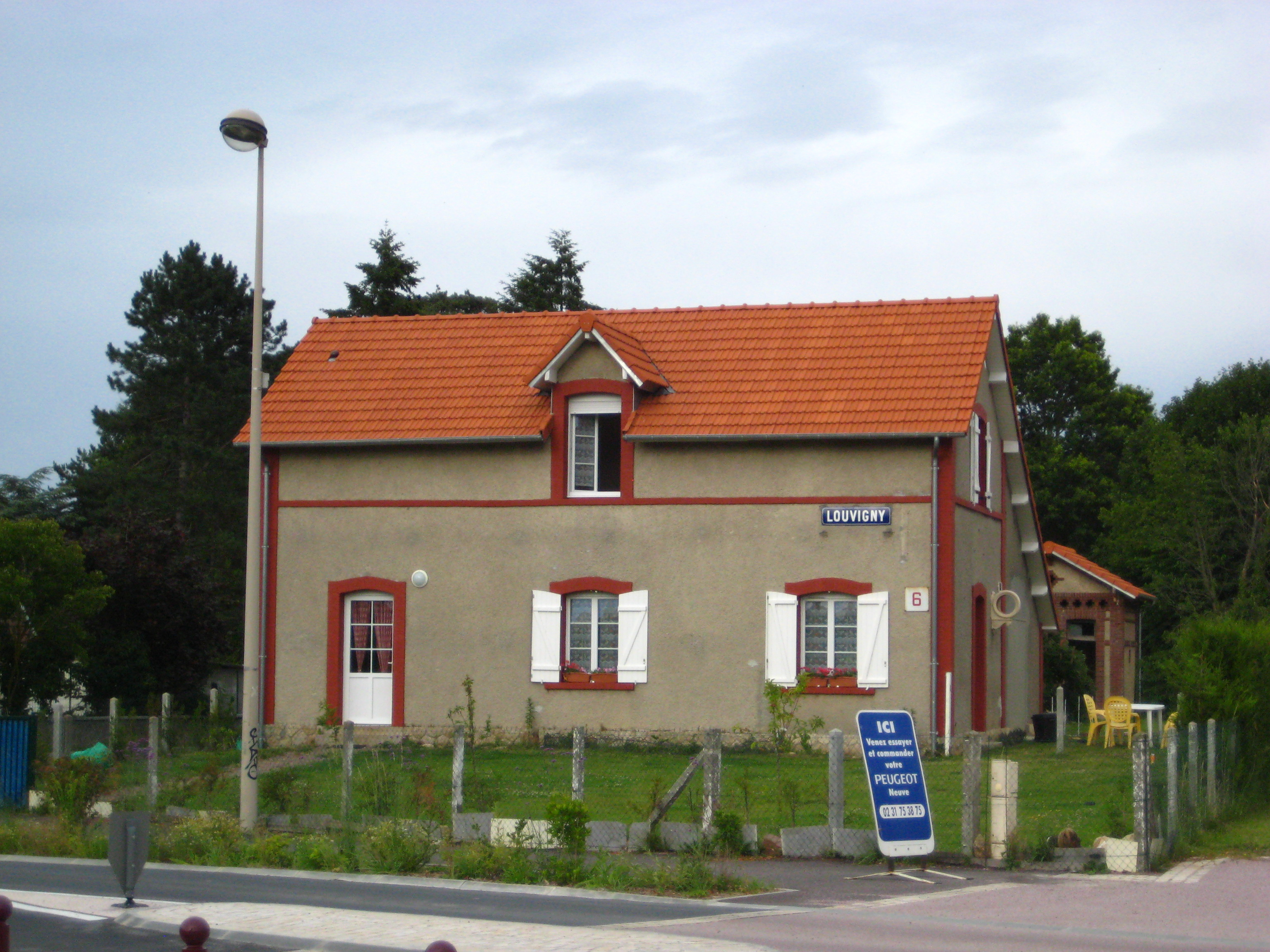
L'ancienne gare de Louvigny.

### Personnalités liées à la commune
- La famille de Bernières, barons de Louvigny.
- Joseph Decaëns (1926–2016), archéologue français, maire de 1973 à 1989.
- Philippe Duron (né en 1947), maire de 1989 à 2004. Il a été député du Calvados de 1997 à 2002 et de 2007 à 2017, président du conseil régional de Basse-Normandie de 2004 à 2008 et maire de Caen de 2008 à 2014.

### Héraldique
| Blason de Louvigny | Blason  | Tiercé en fasce : au 1er de gueules à l'étoile d'or, au 2e d'azur à trois croissants rangés d'or, au 3e d'argent au léopard lionné de sable naissant. |
| Blason de Louvigny | Détails | |